# 尧乐博士
堯樂博士（維吾爾語：يولۋاس‎，拉丁维文：yolwas，1889年8月13日—1971年7月27日，初名約勒瓦斯，曾用名尧乐娃子，在維吾爾語中意為「虎」），也译作尧乐博斯·汗（虎王），漢名黄景福，经名马木提·乌守尔，中華民國新疆省巴楚县人。民國軍事人物，中國國民黨黨員，曾任新疆省政府主席。

## 生平
尧乐博士儿时父母双亡，8岁时被姐夫、喀什噶爾道黄光达收为养子，由其取漢名黄景福。陳賡雅則稱其父親是湖南人，母親是维吾尔族。两年后黄光达因处理塔什库尔干边境纠纷不力被清政府处斩。尧乐博士的姐姐改嫁哈密回王沙木胡索特的亲信艾则孜哈孜，尧乐博斯随之进入哈密回王府。一年不到，尧乐博士的姐姐又改嫁伊不拉音伯克（哈密大台吉玉素甫的表弟），此后尧乐博士逐渐从事经商活动。1910年，尧乐博士任哈密回王府通事（翻译）及掌事（商务帮办）。
1911年辛亥革命爆发，此后哈密的维吾尔族农民于1912年组织农民军，在铁木尔·尼牙孜的带领下夺取哈密附近的三堡，进攻驻守巴里坤的新疆省军队并生擒总兵易盛富。尧乐博士暗中资助了农民军。杨增新任新疆都督后，杀害铁木尔尼牙孜，农民军解体，尧乐博士向沙木胡索特告密，帮助哈密回王捕杀残余的农民军成员。后来尧乐博士被杨增新任命为新设于哈密的官车局的佐办。
1928年杨增新遇刺身亡后，金树仁任新疆督办。1930年6月6日，沙木胡索特病逝，此后金树仁实行“改土归流”，废除哈密回王的特权，此举引发哈密起义，起义军领导人为和加尼牙孜。尧乐博士暗中资助起义军并通风报信。和加尼牙孜派堯樂博士前往南京，在甘肃遇到回族军阀马仲英，遂引馬仲英进入新疆。1931年马仲英进入新疆，遭张培元部重创退回甘肃后，尧乐博士與和加尼牙孜退入山中。 
1933年，金树仁出逃，刘文龙任新疆省政府主席，盛世才任临时督办。1933年5月，尧乐博士與和加尼牙孜前往鄯善、吐魯番一帶活動。后来马仲英部在紫泥泉战役中大败盛世才，马仲英退出新疆。尧乐博士则自任哈密县县长，通电拥护刘文龙和盛世才，其县长位获得盛世才承认。
1937年，中国工农红军西路军左支队到达星星峡，盛世才同意该部队进入新疆，但尧乐博士反对。盛世才遂进攻哈密，尧乐博士逃至甘肃、敦煌，后来又到青海，获青海军阀马步芳欢迎。1937年，尧乐博士在南京会见蒋介石。1938年，蒋介石任尧乐博士为中国国民党中央军事委员会中将参议。后来尧乐博士又任中国国民党中央监察委员。
1946年秋，尧乐博士回到哈密，其当年被盛世才没收的家产被新任新疆省政府主席张治中发还。1947年，尧乐博士任哈密区督察专员兼哈密区保安司令、哈密区中国国民党党务指导员。1949年9月新疆易幟后，新疆临时政府留用尧乐博士任哈密专员、公署专员，其子尧道昌也被留用为县长。

1950年3月，乌斯满成为新疆反共复国军总司令，组织起義，抵抗中華人民共和國政府。尧乐博士亦成为其中一员，参与袭击中国人民解放军。同年4月，中华民国政府任命其为新疆省政府主席。後來，其领导的军隊被解放军进剿。1951年，尧乐博士逃到藏印边界后转赴台北。1971年7月27日，82岁的尧乐博士在台北病逝。 著有《尧乐博士回忆录》。

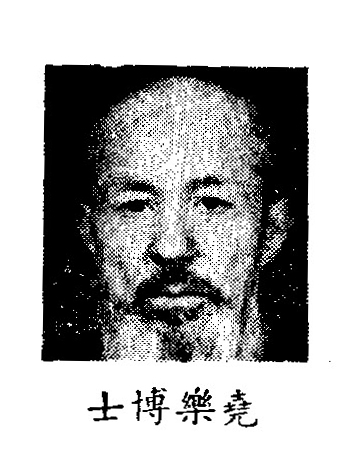
1946年的堯樂博士
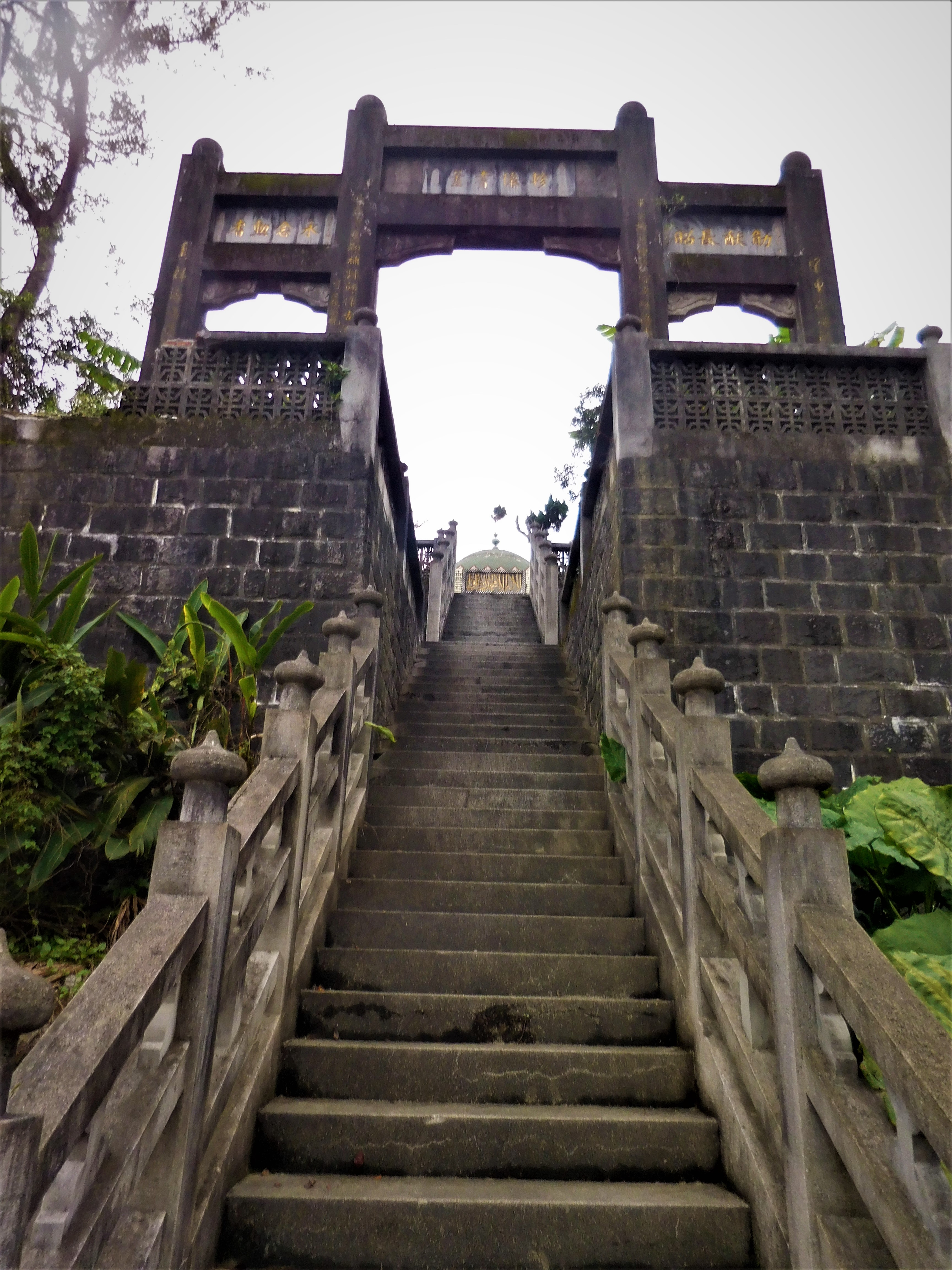
堯樂博士墓牌坊
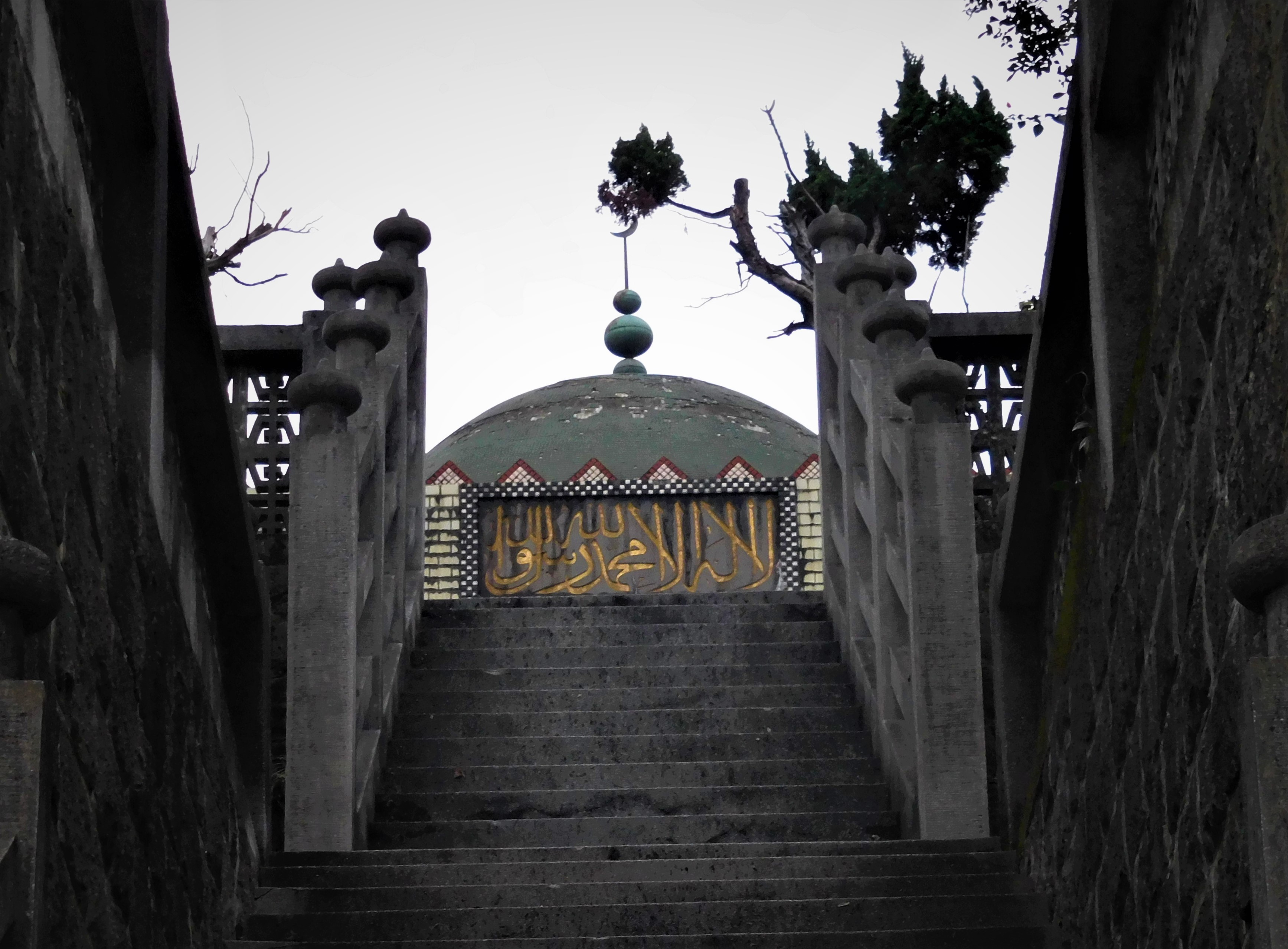
堯樂博士墓石階
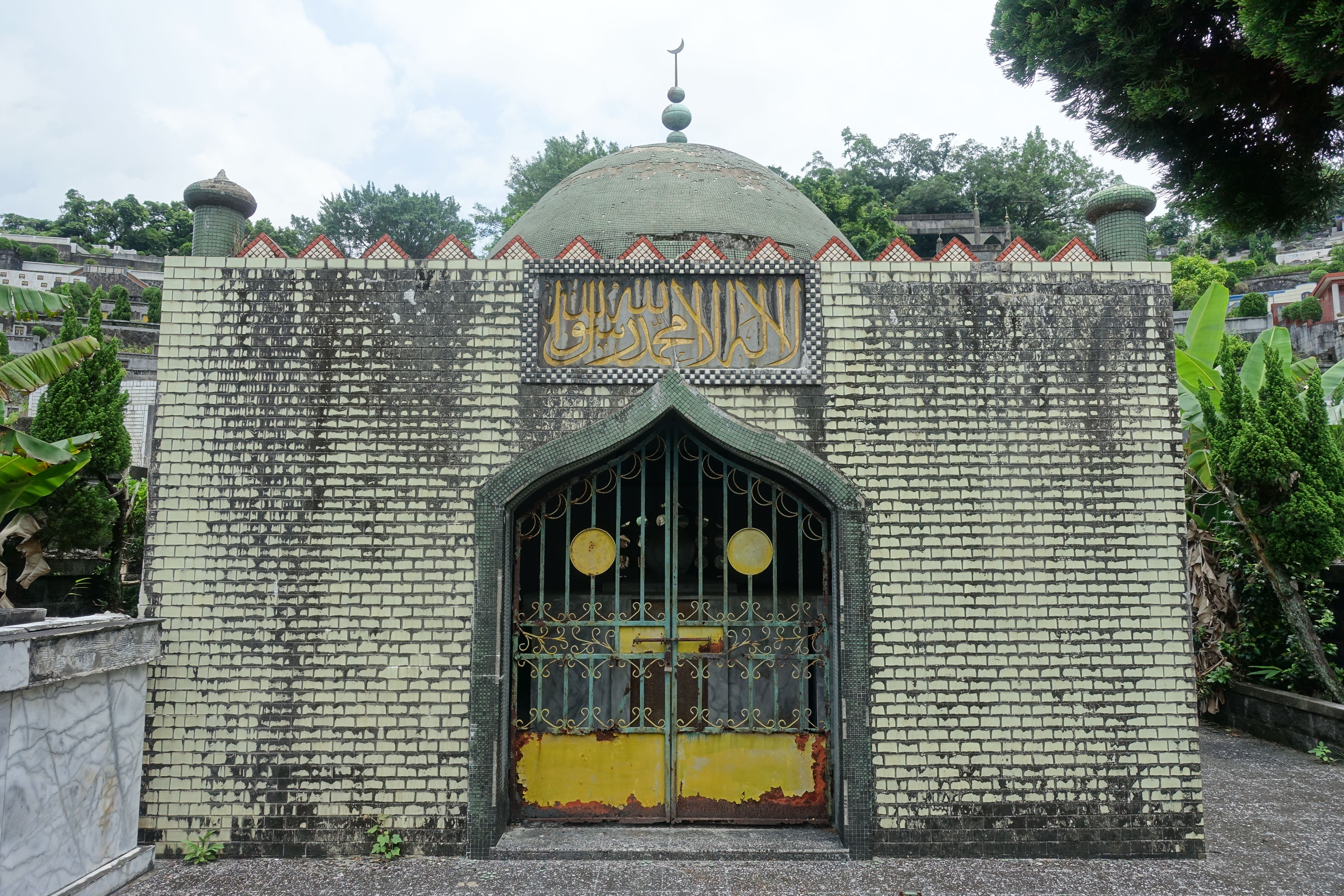
堯樂博士墓

## 家庭
- 父：乌守尔·米拉甫，曾在喀什回王府任职
- 姐：金乃斯汗
- 妻：劉淑靜[3]
- 子：尧道昌、堯道宏